# Windsor (Vitória)

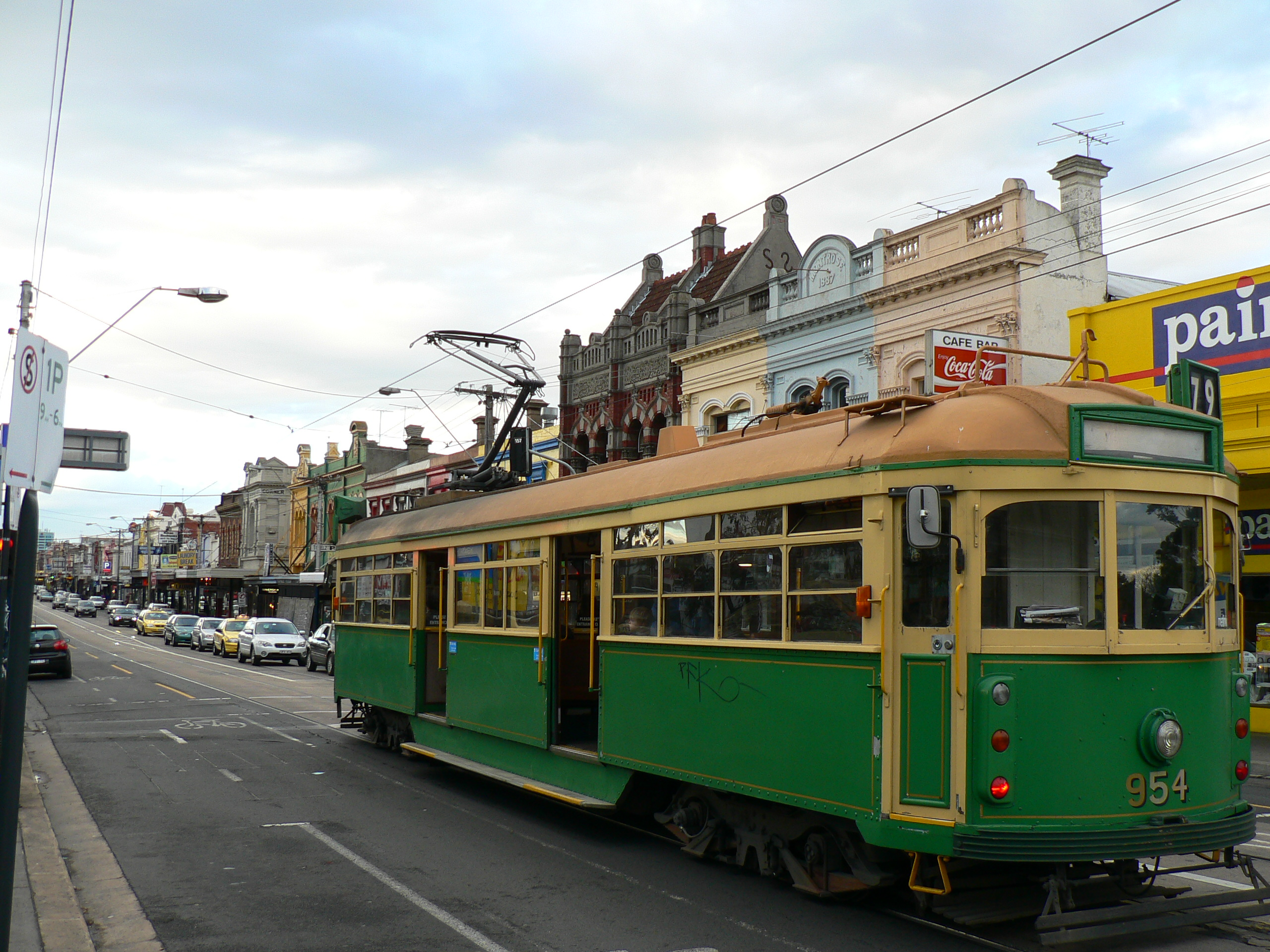
Windsor nas proximidades da Chapel St.

Windsor é um subúrbio de Melbourne, Vitória, Austrália. Localizado a 5 km a sudeste do distrito central de negócios da cidade, Windsor é servido pelas linhas 5, 6, 64, 78 e 79 de bonde, pela linha Sandringham de metrô e por linhas de ônibus. Em 2011, num ranking feito com os 314 subúrbios de Melbourne, Winsdor foi eleito o 9º melhor para se viver, obtendo nota máxima em oferta cultural, transporte público e caráter; e nota mínima em área verde.    É um dos redutos boêmios da cidade. Era conhecido como Prahran South até o final do século 19. 